# Isognomonidae
Famille
Isognomonidae est une famille de mollusques bivalves présents dans l'Indo-Pacifique ouest, à l'est de l'Afrique - y compris à Madagascar - au nord du Japon et au sud de l’Indonésie.
Selon la base de données World Register of Marine Species (20 octobre 2019), le taxon serait un synonyme de Pteriidae Gray, 1847.

## Liste des genres
Selon World Register of Marine Species (30 mai 2010) :
- genre Crenatula Lamarck, 1803
- genre Isognomon Link, 1807
- genre Melina